# 1993 au Liban
Chronologie du Liban
- 1989
- 1990
- 1991
- 1992
- 1993
- 1994
- 1995
- 1996
- 1997

Cet article présente les faits marquants de l'année 1993 au Liban ou concernant ce pays.

## Évènements
- 23 juin : Déclaration de Balamand adoptée au monastère Notre-Dame de Balamand au Liban à l'occasion de la VIe Rencontre de la Commission mixte internationale pour le dialogue théologique entre l'Église catholique romaine et l'Église orthodoxe. Cette déclaration sur « l'uniatisme, méthode d'union du passé, et la recherche actuelle de la pleine communion » affirme que « l'uniatisme ne saurait être un modèle de l'unité ». La question de l'existence des Églises catholiques orientales uniates est un des points de blocage dans les discussions entre l'Église catholique et la communion orthodoxe.
- 25-31 juillet : opération Justice rendue au Liban-Sud contre le Hezbollah.
- 1er août au 20 août : l'armée libanaise est déployée dans le sud du pays[1].
- 13 septembre : une manifestation organisée par le Hezbollah pour protester contre les Accords d'Oslo est réprimée par l'armée libanaise qui ouvre le feu[2].